# 718
Năm 718 trong lịch Julius.